# Рябець Сергій Володимирович
Рябець Сергій Володимирович (*9 травня 1965 р., м. Малин) — радянський і український кінооператор.

## Біографічні відомості
Народ. 9 травня 1965 р. у м. Малин Житомирської обл. Закінчив Київський державний інститут театрального мистецтва ім. І.Карпенка-Карого (1987).

## Фільмографія
Зняв фільми:
- «Що записано в книгу життя» (1987)
- «Саксофон» (1990)
- «Це ми, Господи!..» (1990, т/ф, у співавт. з О. Ітигіловим)
- «Мана» (1991, у співавт.)
- «Січові стрільці» (1992)
- стрічки в документальному циклі «Невідома Україна. Нариси нашої історії» (1993)
- «Останній осінній листок» (2005, к/м)
- «Опер Крюк» (2006)
- «Рік золотої рибки» (2007)
- «Смерть шпигунам!» (2007)
- «Роман вихідного дня» (2008)
- «Хороші хлопці» (2008)
- «Загадай бажання» (2009)
- «Викрадення Богині» (2009)
- «Брат за брата» (2010)
- «Мисливці за караванами» (2010)
- «Ліки для бабусі» (2011)
- «Брат за брата-2» (2012) та ін.